# Wola Zambrowska
Wola Zambrowska – wieś w Polsce w województwie podlaskim, w powiecie zambrowskim i największa w gminie Zambrów.

## Położenie Woli Zambrowskiej
Wola Zambrowska leży na południowy wschód od Zambrowa przy drodze krajowej nr 66. Od północnego zachodu wieś graniczy bezpośrednio z Zambrowem, od południa z Nowym Laskowcem i od południowego wschodu ze Starym Laskowcem. Od wschodu miejscowość okala kompleks leśny Grabówka wraz z rezerwatem przyrody, od południowego zachodu w niewielkiej odległości znajduje się las zwany przez mieszkańców Pacuski. W centrum wsi w kierunku północno-zachodnim płynie rzeka Jabłonka stanowiąca południową granicę wsi. Na Jabłonce w obrębie wsi znajduje się most drogi krajowej nr 66.

## Początki osadnictwa
Pierwsze osady w Woli Zambrowskiej powstały wzdłuż rzeki Jabłonki na terenie obecnego osiedla wsi – Podlaskowca. Domy stały blisko rzeki o czym świadczą znajdowane na polach elementy ceramiki z okresu XVI-XVII wieku i kamienie, których kształt wskazuje na wcześniejsze wykorzystanie do mielenia ziaren. Rzeka najprawdopodobniej dość obficie wylewała, co wymusiło przeniesienie osady w miejsce wyżej położone.

### Historia wsi

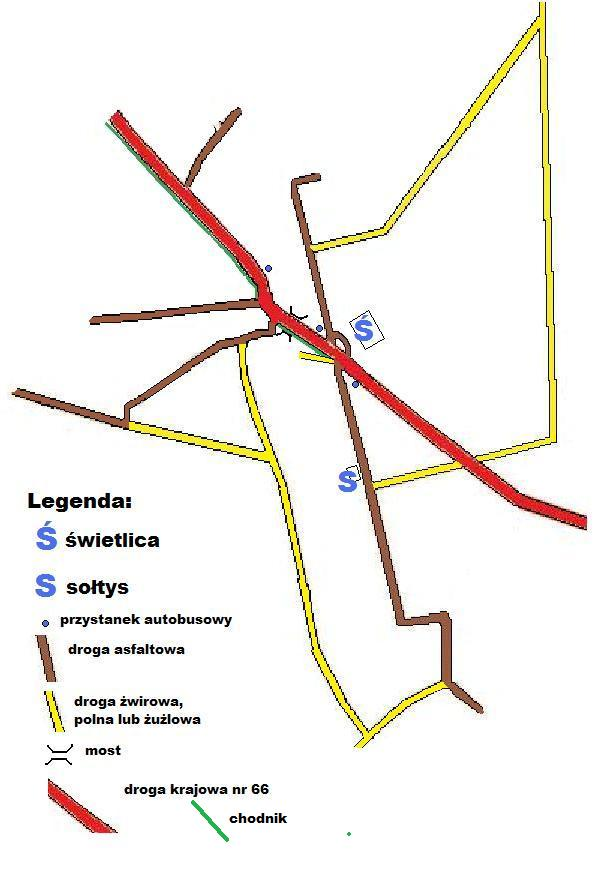
Plan Woli Zambrowskiej

Początki wsi sięgają 1423 roku. Wtedy to książę mazowiecki Janusz I nadał 40 włók lasu zwanego Łętowo wraz z siedliskiem Stawiska na rzecz rycerzy ze Ślubowa. W nieznany sposób wieś Stawiska przeszła na własność księcia, później zaś króla (w 1526 roku) i stała się Wolą Zambrowską.
Wola Zambrowska przez wiele lat wyróżniała się wielkością: w 1565 roku miała powierzchnię 36 włók, a przed potopem szwedzkim ponad 60 włók. Majątkiem Woli Zambrowskiej aż do 1815 roku zarządzał starosta łomżyński. Po tym roku dobra rządowe przejęła Komisja Skarbu Królestwa Polskiego. Według danych z 1827 roku w Woli Zambrowskiej było 35 domów i 245 mieszkańców. Według Powszechnego Spisu Ludności z 1921 roku wieś zamieszkiwały 284 osoby, 277 było wyznania rzymskokatolickiego, 7 mojżeszowego. Jednocześnie 277 mieszkańców zadeklarowało polską przynależność narodową, a 7 żydowską. Były tu 32 budynki mieszkalne.

## Folwark
Właścicielem ziemskim był Julian Skarżyński, który posiadał folwark zamieszkiwany przez 53 mieszkańców w 4 budynkach mieszkalnych.

### Współczesność
Obecnie Wola Zambrowska jest największą wsią w gminie z liczbą ok. 150 domów i około 1000 mieszkańców.
1 maja 2007 roku z inicjatywy Rady Sołeckiej Woli Zambrowskiej w świetlicy w Woli Zambrowskiej odbyło się I Spotkanie z Tradycją – impreza mająca na celu promowanie produktów tradycyjnych. Gośćmi imprezy byli między innymi: Stowarzyszenie Zambrowskie Produkty Lokalne, Starosta Powiatu Zambrowskiego pan Stanisław Rykaczewski, Z-ca wójta Gminy Zambrów Jerzy Baczewski oraz sekretarz Gminy Zambrów Bogdan Pac.
Wyróżnieni twórcy produktów lokalnych zostali zaproszeni do wzięcia udziału w konkursie „Kulinarne dziedzictwo”, który odbył się w Urzędzie Marszałkowskim w Białymstoku, w którym to wyróżniony został Chleb z duszą na tataraku mieszkanki Woli Zambrowskiej.
Pomimo sprzeciwu mieszkańców przez wieś ma przebiegać południowo-wschodnia obwodnica Zambrowa. Według planów odległość nowej drogi od niektórych zabudowań będzie wynosiła od 4,5 do 47 metrów
Wola Zambrowska składa się z osiedli: Podlaskowca, Działek, Drugiego Brzegu, Poligonu i Kępy.

## Obiekty zabytkowe
- krzyż przydrożny, odlew żeliwny z 1890 r.[10]